# Виейра да Силва, Мария Элена
Мари́я Эле́на Вие́йра да Си́лва (порт. Maria Helena Vieira da Silva, 13 июня 1908 года, Лиссабон — 6 марта 1992 года, Париж) — французская художница португальского происхождения.

## Биография
Дочь дипломата, жила с семьёй во Франции, Швейцарии, Великобритании. С одиннадцатилетнего возраста училась живописи в Лиссабонской художественной академии. В 1928 году вместе с матерью приехала в Париж, познакомилась с Матиссом, Пикассо, Браком, Дюфи, Утрилло, Мондрианом, Дюшаном, сюрреалистами (Миро, Эрнстом). Брала уроки живописи у Фернана Леже, скульптуры — у Антуана Бурделя, занималась гобеленным искусством, керамикой, книжным оформлением (иллюстрировала книги Рене Шара). В том же 1928 году сблизилась с выходцем из Венгрии, художником Арпадом Сенешем и в 1930 году вышла за него замуж. Занималась у Роже Бисьера в Академии Рансона. Первая персональная выставка состоялась в парижской галерее Жанны Бюше (1932), в 1935 и 1936 годах — в Лиссабоне. После нацистского вторжения во Францию Виейра да Силва и Сенеш — она как утратившая португальское гражданство, он как еврей — жили на правах апатридов в Португалии, а с 1940 года — в Бразилии. После войны Виейра да Силва вернулась во Францию, и в 1956 году она и Сенеш получили французское гражданство.

## Творчество

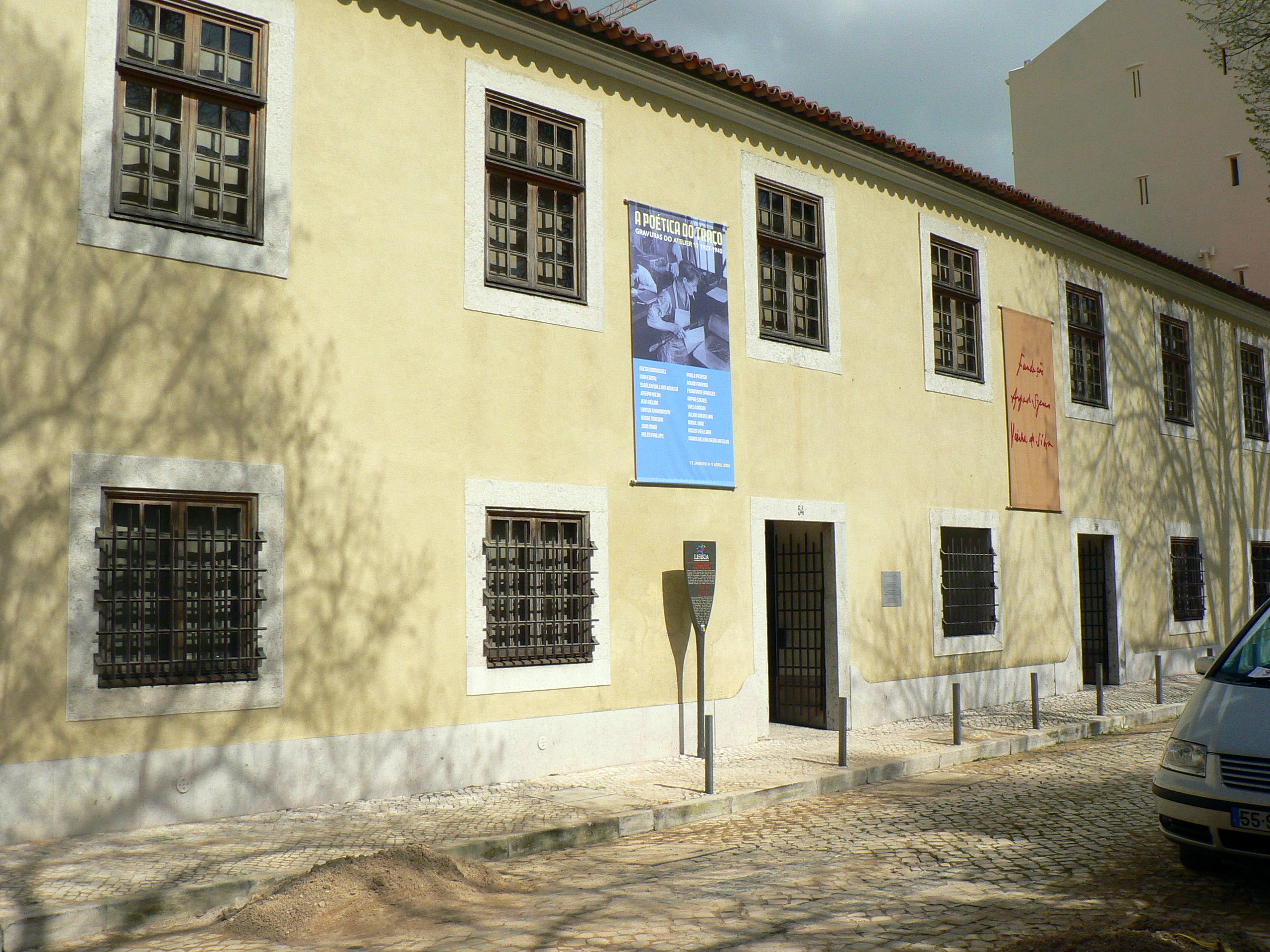
Фонд Арпада Сенеша и Марии Элены Виейра да Силва, Лиссабон

С 1950-х годов Виейра да Силва приобретает мировое признание как одна из наиболее оригинальных, последовательных, глубоких и авторитетных представителей нефигуративной живописи, наследующей кубизму и сюрреализму в их разложении и подрыве наглядного, жизнеподобного изображения. Её живописные и графические работы, как правило, имеют структуру архаического лабиринта или развивают мотив бесконечной библиотеки.

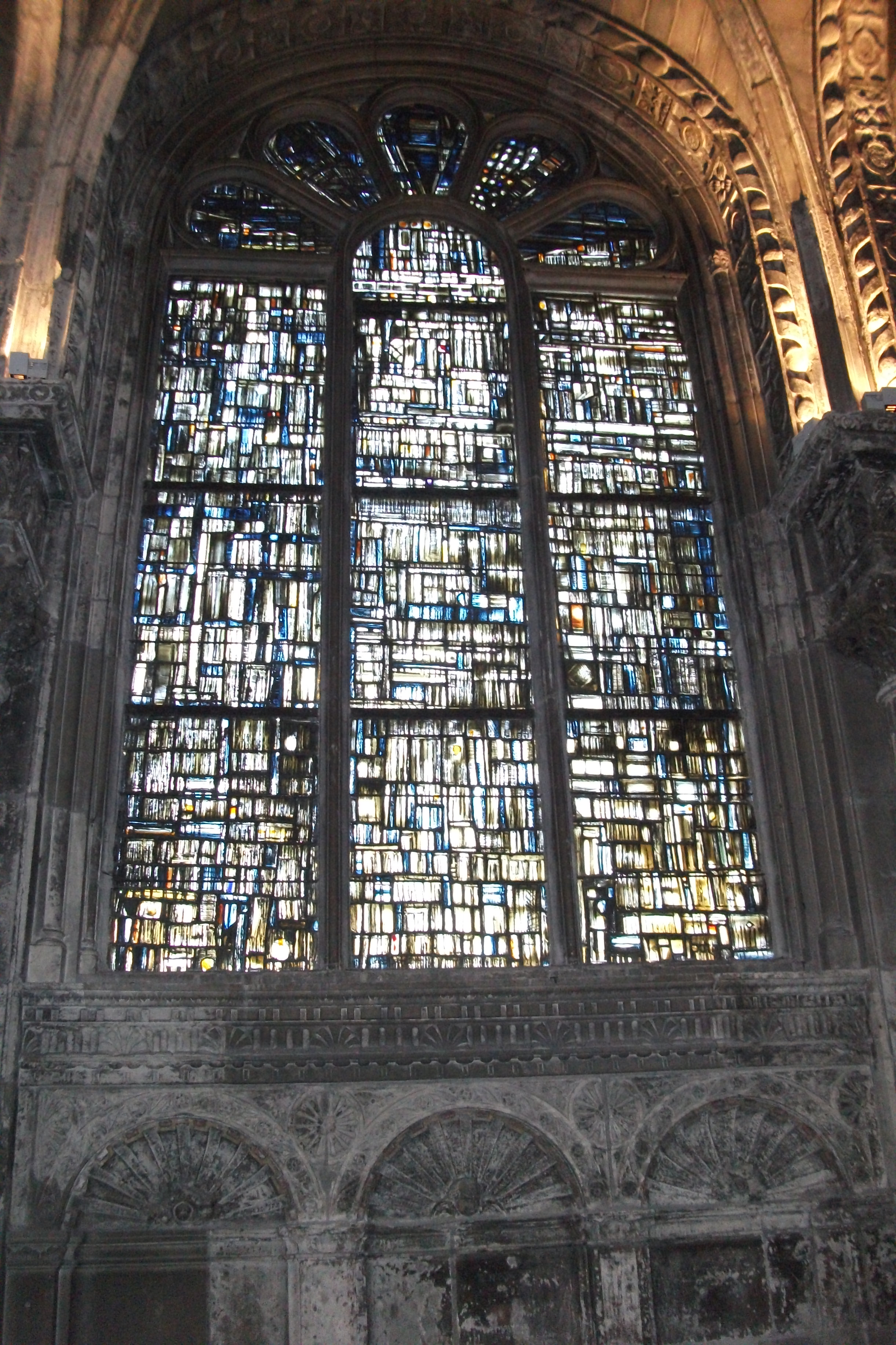
Витраж Виейры да Силва в реймсской церкви Св. Иакова, между 1966 и 1976

## Признание
Мария Элена Виейра да Силва была отмечена многочисленными знаками художественного отличия: премия Биеннале в Сан-Пауло (1961), командор Ордена искусства и литературы Франции (1962), первая женщина-лауреатка Большой художественной премии Франции (1966), награждена Большим крестом ордена Святого Иакова и Меча (1977), кавалер Ордена Почётного легиона (1979), член Национальной художественной академии Португалии (1970), Академии наук, искусств и литературы Франции (1984) и других организаций. В 1968 году Мишеля Митрани снял о ней документальный фильм «Мастерская Виейра да Силва». В ноябре 1994 года в Лиссабоне создан Фонд Арпада Сенеша и Марии Элены Виейра да Силва, объединяющий наследие двух мастеров.
В 2013 году Международный астрономический союз назвал именем художницы кратер на Меркурии.
В апреле 2016 года полотно Виейры да Силва «Библиотека в огне» было выбрано в качестве одного из десяти самых важных произведений искусства Португалии в рамках проекта Europeana.
Работы художницы входят в постоянные экспозиции Музея современного искусства в Париже, Национального музея женского искусства, Нью-Йоркского музея современного искусства, Галереи Тейт, Национальной галереи Канады, Музея Гуггенхайма и Музея современного искусства Сан-Франциско.

## Арт-маркет
- 22 октября 2011 года работа Виейры да Силва «Saint-Fargeau» (1965) продана на аукционе в Париже за 1,3 миллиона евро, выручив рекордную сумму для картины португальского художника[3].
- 6 марта 2018 года картина художницы «L’Incendie 1» (1944) была продана на торгах аукциона Кристис за 2,290 миллиона евро[4].